# Magliano Alpi
Magliano Alpi (piemontiul: Majan) település Olaszországban, Piemont régióban, Cuneo megyében. Lakosainak száma 2115 fő (2023. január 1.). Magliano Alpi Bene Vagienna, Carrù, Frabosa Soprana, Frabosa Sottana, Rocca de’ Baldi, Sant’Albano Stura, Mondovì, Roccaforte Mondovì, Trinità és Ormea községekkel határos.

## Népesség
A település lakossága az elmúlt években az alábbi módon változott:
| Lakosok száma | 2247 | 2206 | 2115 |
|               | 2017 | 2018 | 2023 |